# Bernal
Bernal è una città della provincia argentina di Buenos Aires situata all'interno del partido di Quilmes. 

## Geografia
Bernal è situata lungo la sponda del Río de la Plata, a 18 km a sud-est della capitale Buenos Aires, a 42 km a nord-ovest del capoluogo provinciale La Plata e a 4 km a nord-ovest di Quilmes.
Confina con il partido partido di Avellaneda e il partido di Lanús a nord-ovest, con la città di Quilmes a sud-est, con il partido di Almirante Brown e il partido di Lomas de Zamora a sud-ovest del Río de la Plata, a nord-est.
Bernal è costituita dalla città di Don Bosco, Barrio Parque, Villa La Florida, e Bernal Centro. Il Ferrocarril General Roca divide la città in due, creando una delle divisioni più frequenti della stessa: Bernal Oriente e Occidente.

## Storia
Il toponimo trae origine da una famiglia qui insediatasi in epoca coloniale. Nel 1850 ha diviso il paese fino in aziende di piccole dimensioni che sono state poi regolate da altre famiglie importanti come i Salas Molina, Ayersa, Tasso, e Bagley. Il 1850 è ufficialmente l'anno in cui Bernal è stata fondata.

## Società

### Popolazione
Bernal ha 130.790 abitanti (INDEC, 2001): 76.499 a Bernal Ovest, 33.415 a Bernal Est, e 20.876 nel quartiere di Don Bosco. Allora era la seconda popolazione locale del partito di Quilmes, con un 25% della stessa. Questi numeri implicano una crescita del 15% della popolazione, rispetto alle cifre del censimento INDEC 1991, che aveva prodotto una popolazione di 111.361 abitanti.
Ha dato i natali a Diego Milito e suo fratello.

## Cultura

### Istruzione

#### Biblioteche
La Biblioteca Mariano Moreno ha 70000 volumi, oltre a video, CD e DVD. Vi sono anche organizzati eventi culturali di livello regionale e nazionale.

#### Università
Bernal ospita l'Università Nazionale di Quilmes, fondata nel 1992.

## Infrastrutture e trasporti

### Strade
La principale via d'accesso a Bernal è l'autostrada Buenos Aires-La Plata, che costeggia l'abitato a nord.

### Ferrovie
Bernal dispone di una stazione lungo la linea ferroviaria suburbana Roca, che unisce Buenos Aires alle località della parte est della grande conurbazione bonaerense.